# Kobylin-Cieszymy
Kobylin-Cieszymy – wieś w Polsce położona w województwie podlaskim, w powiecie wysokomazowieckim, w gminie Kobylin-Borzymy.
W latach 1975–1998 miejscowość administracyjnie należała do województwa łomżyńskiego.
Wierni kościoła rzymskokatolickiego należą do parafii św. Stanisława Biskupa i Męczennika w Kobylinie-Borzymach.

## Historia
Założone prawdopodobnie w XV w. Były częścią tzw. okolicy szlacheckiej Kobylino. Wsie okolicy rozróżnione drugim członem. Nazwa miejscowości pochodzi od imienia dziedzica tych ziem – Cieszyma.
W I Rzeczypospolitej wieś należała do ziemi bielskiej w województwie podlaskim.
W roku 1921 Kobylino-Cieszymy. Naliczono tu 23 budynki z przeznaczeniem mieszkalnym oraz 120 mieszkańców (66 mężczyzn i 54 kobiety). Wszyscy podali narodowość polską i wyznanie rzymskokatolickie.

## Współcześnie
Nieopodal wsi znajduje się Narwiański Park Narodowy.